# بيريت ريس أندرسن
بيريت ريس أندرسن Berit Reiss-Andersen (من مواليد 11 يوليو 1954) محامٍية نرويجية ومؤلفة وسياسية سابقة في حزب العمال النرويجي. وهي رئيسة لجنة نوبل النرويجية، وهي اللجنة المكونة من 5 أعضاء والتي تمنح جائزة نوبل للسلام. وهي أيضًا عضو في مجلس إدارة مؤسسة نوبل، التي تتحمل المسؤولية الكاملة عن جميع جوائز نوبل الخمس. عملت كوزيرة دولة لوزير العدل والشرطة من 1996 إلى 1997 ورئيسة نقابة المحامين النرويجيين من 2008 إلى 2012. شاركت في تأليف روايتين عن الجريمة مع وزيرة العدل السابقة آن هولت. وهي حاليًا شريكة في مكتب DLA Piper في أوسلو.

## العمل في القانون
حصلت ريس أندرسن على درجة المرشحة في العلوم القانونية Candidate of Jurisprudence (شهادة في القانون لمدة 6 سنوات) في عام 1981 من جامعة أوسلو.
كانت مسؤولة تنفيذية في مكتب الهجرة النرويجي 1981-1982 ومستشارة قانونية في وزارة العدل الملكية والشرطة 1982-1984. عملت كمدعية عامة في منطقة شرطة أوسلو 1984-1987.
من عام 1987 إلى عام 2016، كان لديها مكتب محاماة خاص بها في أوسلو، وحصلت على الحق في المثول أمام المحكمة العليا في النرويج في عام 1995.
في عام 1997 تم تعيينها كواحدة من محامي الدفاع العاديين في محكمة منطقة أوسلو ومحكمة استئناف بورغارتينغ. في عام 2016 أصبحت شريكة في مكتب DLA Piper في أوسلو. كانت رئيسة نقابة المحامين النرويجيين من عام 2008 إلى عام 2012.

## العمل في السياسة
عملت كوزيرة دولة لوزير العدل والشرطة من 1996 إلى 1997، في حكومة حزب العمال توربيورن ياغلاند. 

## عملها في جائزة نوبل
تم انتخابها كعضو في لجنة جائزة نوبل النرويجية من قبل البرلمان في 22 نوفمبر 2011، وتم ترشيحها من قبل حزب العمال النرويجي. بدأت ولايتها في 1 يناير 2012 وتنتهي في 31 ديسمبر 2017. في 20 فبراير 2017، أصبحت رئيسة اللجنة بالنيابة، بعد وفاة Kaci Kullmann Five. في 2 مايو 2017، تم انتخابها رسميًا كرئيسة للجنة نوبل النرويجية. وبهذه الصفة، تختار Reiss-Andersen الحائز على جائزة نوبل للسلام مع أعضاء اللجنة الأربعة الآخرين، وهي مسؤولة عن تقديم الجائزة رسميًا.
منذ عام 2014، أصبحت أيضًا عضوًا في مجلس إدارة مؤسسة نوبل، التي تتحمل المسؤولية الكاملة عن جميع جوائز نوبل الخمس.
انتقدت ريس أندرسن إرنا سولبرج بسبب صمتها على ليو شياوبو الحائز على جائزة نوبل للسلام عندما كان يحتضر في السجن في الصين، ورفضت الحكومة النرويجية الإفصاح عما إذا كانت تدعم مطالبة الاتحاد الأوروبي بالإفراج عن ليو. ووصفت ريس أندرسن موقف سولبرج وحكومتها اليمينية بأنه «محرج». نيابة عن لجنة نوبل النرويجية ومؤسسة نوبل، أراد Reiss-Andersen المشاركة في جنازة Liu Xiaobo، لكن الحكومة الصينية رفضت منح تأشيرة دخول.

## الأعمال الأدبية
شاركت في تأليف روايتين عن الجريمة مع وزيرة العدل السابقة آن هولت. 

## عائلتها
كان جدها من الأب جونار ريس أندرسن، الذي كتب الشعر الغنائي. 